# Sant Sebastià de Camallera
Sant Sebastià de Camallera és una petita església de Saus, Camallera i Llampaies (Alt Empordà) inclosa a l'Inventari del Patrimoni Arquitectònic de Catalunya. Està situada dins del nucli urbà de la població de Camallera, a la part de migdia del terme, integrada dins l'entramat urbà del veïnat de Sant Sebastià.

## Descripció
És un petit edifici d'una sola nau amb absis semicircular orientat a llevant. La volta de la nau és de canó seguit mentre que la de l'absis té forma de quart d'esfera. No hi ha cap separació entre aquests dos espais. Als murs laterals no hi ha cap obertura, mentre que la capçalera presenta dues finestres rectangulars d'un sol vessant. La façana presenta un portal d'accés d'arc de mig punt adovellat i una petita obertura circular a la part superior, amb la data gravada del 1565, tot i que força degradada. La façana està rematada amb un petit campanar de cadireta d'arc rebaixat, amb coberta de dues aigües.
La construcció és bastida amb pedra sense escairar de mida diversa, sense formar filades. En canvi, en el parament de la façana s'observa la combinació d'aquest mateix parament amb un altre de carreus ben escairats, situat a la part inferior del mur.

## Història
És una ermita construïda en el segle xvi i probablement inaugurada l'any 1565, data que apareix a la façana principal. El temple fou construït sota l'advocació de San Sebastià, protector contra la pestilència i el contagi. Fou bastida vora del camí reial, a uns tres-cents metres del poble de Camallera, en direcció a Gaüses. Posteriorment a la construcció de l'edifici, al seu voltant va néixer un veïnat format per cinc masies, de les que destaca can Recasens.